# Ceratocystis fimbriata
Ceratocystis fimbriata è un fungo parassita appartenente alla divisione Ascomycota, agente del "cancro colorato del Platano". È un patogeno estremamente virulento ed aggressivo in grado di infettare tutte le specie appartenenti al genere Platanus. Originario dell'est degli Stati Uniti, l'organismo è stato introdotto in Europa fra gli anni 1944-1945 in seguito all'importazione di casse in legno infetto. In Italia è apparso per la prima volta nei viali di platani della Reggia di Caserta nel 1954. Oggi è praticamente ubiquitario in tutto il paese e, per questa ragione, vige un regime di lotta obbligatoria direttamente regolamentato dallo stato.

## Processi infettivi
L'infezione della pianta avviene per germinazione delle spore fungine su di una ferita fresca; la ricettività della stessa tende a diminuire progressivamente in seguito al processo di suberizzazione e cicatrizzazione. Se la lesione risulta sufficientemente recente ed umida, le spore germinano velocemente e le ife di nuova formazione penetrano all'interno dei tessuti vegetali mostrando una netta predilezione per lo xilema ed i raggi midollari. La crescita è principalmente intracellulare, e la morte delle cellule è provocata anche attraverso il rilascio di tossine. All'interno del legno, il fungo si sviluppa velocemente estendendosi in profondità nel tronco, dove le sue spore possono restare infettive per lungo tempo.
Ulteriore mezzo di diffusione è anche il passaggio diretto delle ife fungine da un albero all'altro in seguito a fenomeni di anastomosi (fusione delle radici).

## Sviluppo
La diffusione dell'infezione all'interno di un albero malato avviene principalmente attraverso l'estensione del fronte miceliare, poiché le conidiospore sono troppo grandi per poter passare attraverso i vasi xilematici, come avviene invece per Ophiostoma ulmi.
La conservazione del fungo all'interno della pianta deceduta avviene principalmente attraverso la produzione di clamidospore che possono restare vive diversi anni. La naturale diminuzione dell'infettività nei corpi legnosi in decomposizione è principalmente dovuta all'instaurazione di altri funghi saprofiti (Fomes sp., Stereum sp., Coryolus sp., Auricolaria sp., Schizophyllum sp., ecc) in grado di distruggere le spore di ceratocystis.

## Sintomi
I sintomi dell'infezione includono disseccazione di sezioni di chioma anche ampie, cancri sulla corteccia dal caratteristico colore bruno-rossiccio o violaceo, getti prodotti dalle regioni sottostanti una lesione.
La morte avviene in genere nell'arco di pochi anni, soprattutto negli individui in cui l'infezione si sia originata molto in basso nel tronco.

## Trattamento
A tutt'oggi non esistono terapie efficaci; la lotta alla malattia si esegue principalmente attraverso l'abbattimento degli alberi malati ed il contenimento dei veicoli di infezione. Nel caso di alberi di particolare valore estetico o monumentale, è possibile praticare l'amputazione dei rami infetti, ma tale pratica risulta terapeutica solo nei casi in cui il cancro risulti realmente limitato alla zona trattata. Se l'infezione si estende a partire dal tronco, ogni tentativo di contenimento risulta inutile.
La prevenzione della malattia richiede pratiche di sicurezza estremamente restrittive che, data la pericolosità e l'infettività del patogeno, risultano essere direttamente regolamentate dalle autorità competenti.
Estremamente importante risulta, in primo luogo, il corretto trattamento del legname infetto, il quale deve essere distrutto impedendo al contempo la dispersione delle spore; altresì necessaria è la disinfettazione degli strumenti utilizzati nel taglio di alberi malati (che diventano in caso contrario veicoli delle spore). I ceppi dovrebbero essere altresì eradicati ma, in caso ciò non fosse possibile o particolarmente difficile, isolati con Nylon o disinfettati con calce viva.
I fenomeni di anastomosi (fusione) delle radici di alberi vicini rendono estremamente comune la diffusione della malattia fra piante cresciute a breve distanza, caratteristica che rende auspicabile, durante le operazioni di abbattimento, la creazione di un "cordone di sicurezza" attorno all'individuo infetto, abbattendo quelli a lui più vicini, anche se sani all'apparenza.
La lotta obbligatoria al cancro colorato del platano è stata approvata con il D.M. del 17 aprile 1998